# Custodio de los Sellos de Francia
El Custodio de los Sellos de Francia (o Guardián) era un funcionario de la monarquía francesa en el Antiguo Régimen. Desde 1848, el Guardián de los Sellos es el otro nombre del Ministro de Justicia, miembro del gobierno responsable de los servicios de la Cancillería (Ministerio de Justicia).

## Concepto
La custodia del sello real era la función principal del canciller de Francia, pero cuando no podía ejercerla, por el motivo que fuera, era sustituido por el "custodio de los sellos", cargo revocable por el rey.
En 1791, se unificaron los títulos de Canciller de Francia y Guardián de los Sellos de Francia en la persona del Ministro de Justicia, que pasa a ser también el Custodio del Sello del Estado.
Desde 1848, ya en la Segunda República, el Custodio de los Sellos es el otro nombre que recibe el ministro de Justicia, quien usa el gran sello de Francia.

## Antiguo Régimen
La función del custodio de los sellos de Francia (el gran sello, utilizado para los actos más importantes y el sello privado para los actos comunes) pasó en la Edad Media al canciller. Mediante el procedimiento del sello del rey, el canciller daba fuerza ejecutiva al acto real. Sin embargo, podía negarse a sellar un acto real cuando la decisión del rey le pareciera que fuera contra la tradición política de la monarquía francesa. En tales casos, el canciller elevaría una protesta al rey en las que explicaría los motivos de su negativa. Este papel del canciller fue confirmado por el propio poder real cuando en 1318 el rey Felipe V prohibió al canciller sellar actos contrarios a las tradiciones políticas de la monarquía francesa. Además, como oficial, el canciller era inamovible y el rey no podía destituirlo. Sin embargo, el rey, por ser el único soberano, podía ignorar estas protestas e instruir al canciller para sellar el acta en cuestión. El canciller tenía que cumplir pero quedaba libre de responsabilidad añadiendo al final del documento el texto "Carta sellada por mandato expreso del rey".
Sin embargo, cuando el rey se encontraba con un canciller problemático, en caso de que el canciller no estuviera disponible, por enfermedad o ausencia de la corte, el rey le retiraba la función de custodio de los sellos reales y la confiaba al "custodio de los sellos". Éste no tenía el estatus de oficial, por lo que era revocable y no podía oponerse a la política real. Perdió este cargo al regreso del canciller.
La función de Custodio de los Sellos fue creada por Felipe Augusto. El 3 de julio de 1194, Felipe Augusto se enfrentó a Ricardo Corazón de León en las afueras del bosque de Fréteval (cerca de Vendôme). Ricardo le infligió una aplastante derrota, tras la cual el rey de Francia perdió su equipaje, su tesoro y sus archivos. Felipe se vio obligado a reconstituir sus archivos y confió esta misión a fray Guérin, quien creó el "tesoro de las Cartas" donde se depositaban los registros y archivos particulares de la corona real desde 1195. Felipe Augusto hizo elevar a Guérin en 1201 a la dignidad de Custodio de los Sellos, responsable de preservar los sellos y los archivos reales, durante la cancillería vacante; obtuvo el título de canciller en 1223, con Luis VIII.
A mediados del siglo XVI, tras el proceso contra el canciller Guillaume Poyet, surgió la idea de que los grandes cargos de la corona deben conferirse a su titular de por vida (título vitalicio). Por tanto, era necesario que el rey pudiera nombrar una persona que sustituyera al canciller cuando éste cayera en desgracia. Por un edicto en Amboise de abril de 1551, siendo François Olivier canciller sin sellos desde el 2 de enero, Enrique II creó el cargo de "custodio de los sellos" de Francia, dotado de todos los poderes del canciller, esto es, la dirección de la justicia, el sellado y despacho de las actas reales y la presidencia de los consejos del rey; y en caso de vacante o muerte del canciller, el Custodio de los Sellos de Francia pasaría a ser Canciller de Francia. Jean de Bertrand conservaría los sellos hasta la muerte del rey Enrique II. El rey Francisco II se los devolvió a Olivier el 10 de julio de 1559.
Cuando las relaciones entre el soberano y el canciller mejoraron, el rey creó un custodio de los sellos (se decía que “recuperó los sellos” para el canciller). A diferencia del canciller, el soberano podía revocar al custodios de los sellos a voluntad; se trataba, por tanto, de un cargo político, bastante similar en su funcionamiento al del interventor general de las finanzas.
Durante el reinado de Luis XV, sin embargo, era el Custodio de los Sellos quien custodiaba la caja de los sellos reales y presidía el sellado de las actas reales. También era jefe de justicia y supervisaba la Librairie (la Biblioteca), es decir, aplicaba la censura a los libros considerados subversivos.
Excepto durante los reinados de Luis XIV y Luis XV, el cargo de Custodios de los Sellos generalmente conducía al cargo de Canciller. Durante el reinado de Luis XVI se sucedieron cuatro Custodios de los Sellos en el periodo del canciller Maupeou, fallecido en 1792.
El decreto del 27 de noviembre de 1790 abolió el cargo de canciller de Francia.
En 1791, el nuevo cargo de Ministro de Justicia y Custodios del Sello del Estado, sustituyó al Canciller de Francia y al Guardián de los Sellos de Francia.

## Desde 1848
El título de Custodio de los Sellos todavía existe hoy. El titular es siempre el ministro de Justicia francés. El Guardián de los Sellos es el guardián de todos los sellos utilizados hasta el momento, tanto de los reyes de Francia como de las cinco repúblicas. El guardián de los sellos es designado por el presidente de la República a propuesta del Primer Ministro